# Pico Rivera
Pico Rivera – miasto w Stanach Zjednoczonych, w stanie Kalifornia. W 2000 r. miasto to na powierzchni 22,9 km² zamieszkiwało 63 428 osób.
W tym mieście produkuje się samochody oraz sprzęt wojskowy.
Historia miasta sięga lat 1870, kiedy w okolicy wybudowano linię torów kolejowych.